# Ravitaillement

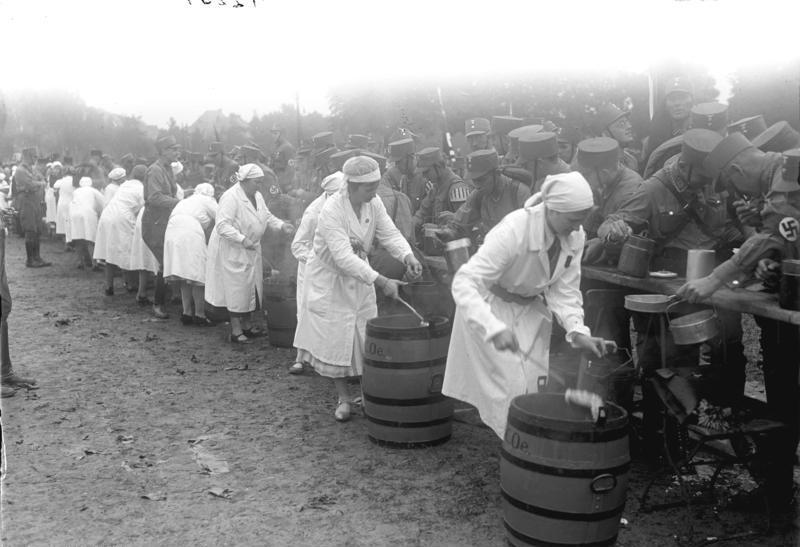
Ravitaillement de soldats à Gera, lors du « Jour de Hitler ».

Le ravitaillement consiste à fournir des vivres et munitions dans l'armée, des vivres et du matériel dans la marine, et les denrées nécessaires à la subsistance d'un individu ou d'une collectivité dans le domaine civil.
Par extension, le ravitaillement désigne également la fourniture d'eau et de nourriture énergétique, lors d'une compétition sportive de type course de fond, aux participants, en des points bien définis le long du parcours.

## Aviation
Le ravitaillement consiste à utiliser un avion ravitailleur avec une perche ou un tuyau souple qui transporte le carburant jusque vers l'appareil à réapprovisionner. Généralement, la perche vient se fixer sur une tige située près du nez de l'appareil. 
Les hélicoptères peuvent également être ravitaillés, certains modèles disposent à cet effet d'une longue perche à l'avant.

## Marine
Dans la terminologie militaire moderne, un navire de ravitaillement est (en général) un navire de guerre conçu pour ravitailler d'autres bâtiments (en eau, nourriture, munitions et bien sur carburant) mais aussi faire du soutien (réparations diverses).

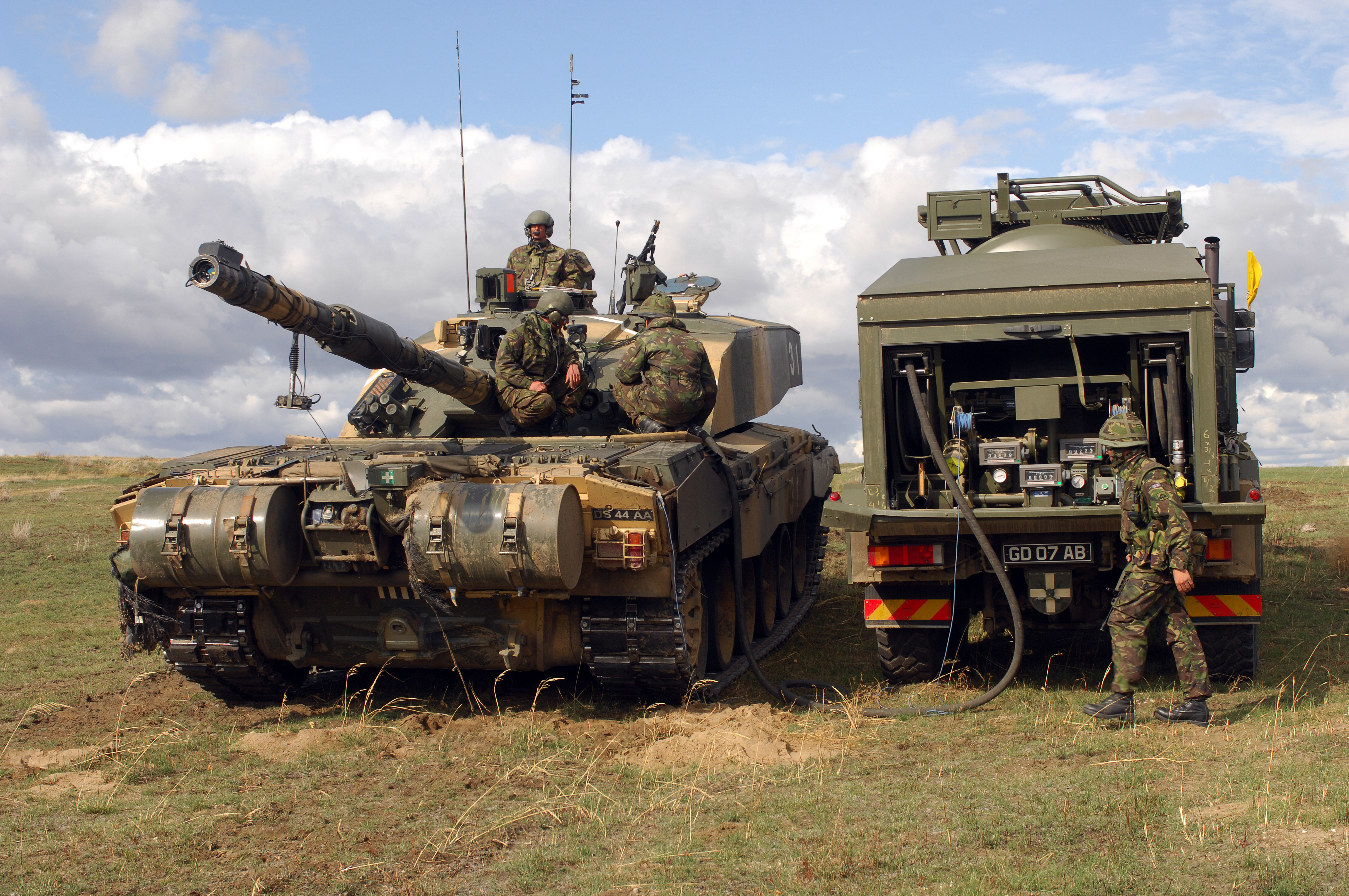
Ravitaillement en carburant d'un Challenger 2 britannique depuis un camion-citerne.
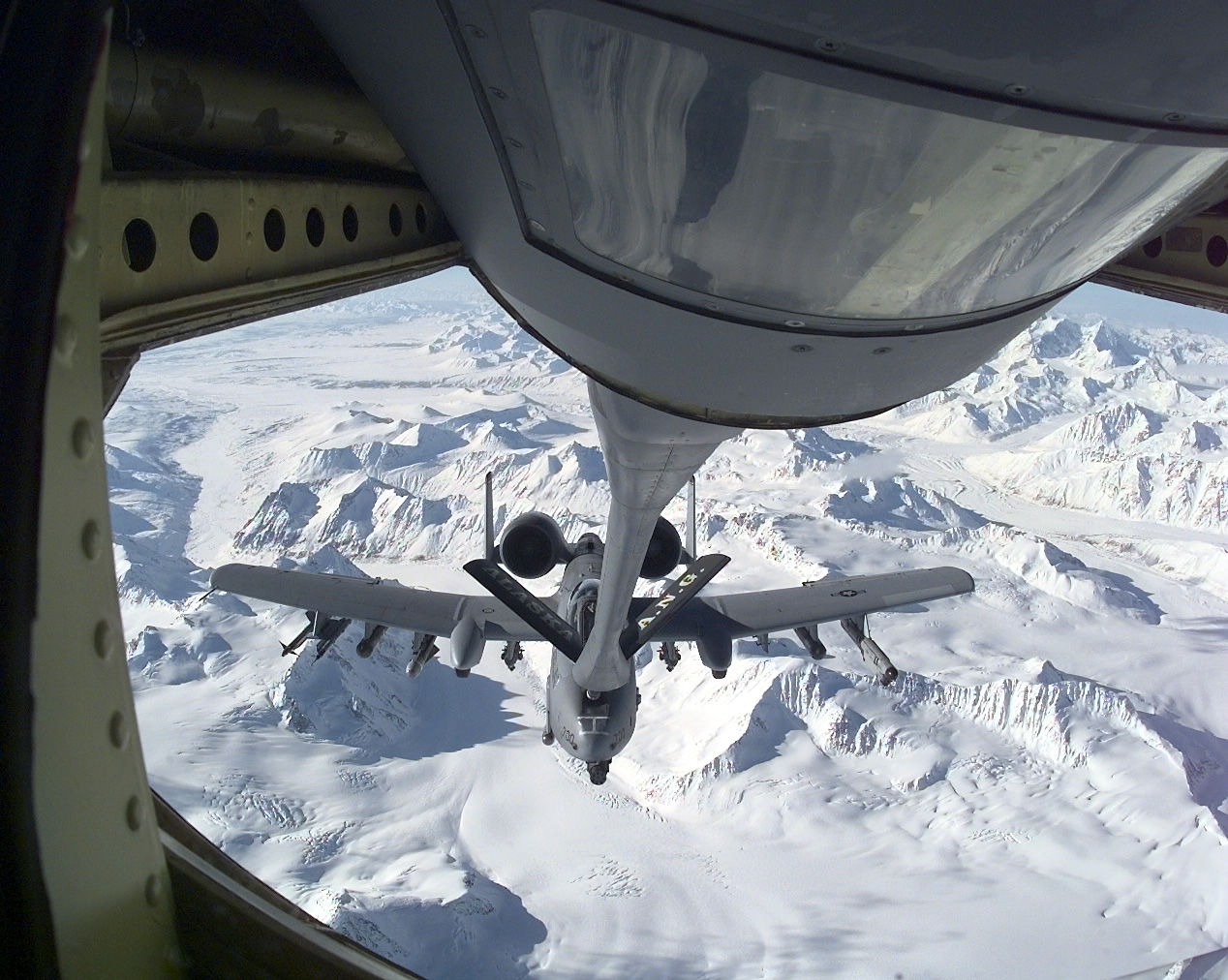
Ravitaillement d'un Fairchild A-10 Thunderbolt II par un KC-135 de l'US Air Force.
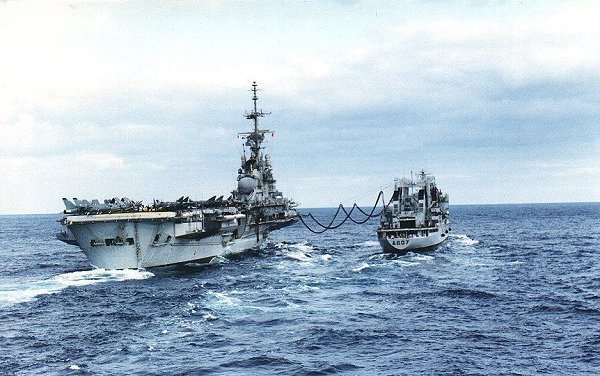
Ravitaillement du porte-avions Foch par le pétrolier ravitailleur Meuse.